# Бобер лез Емон
Бобер лез Емон (фр. Boubers-lès-Hesmond) насеље је и општина у североисточној Француској у региону Север-Па д Кале, у департману Па де Кале која припада префектури Montreuil.
По подацима из 2011. године у општини је живело 71 становника, а густина насељености је износила 40,8 становника/km². Општина се простире на површини од 1,74 km². Налази се на средњој надморској висини од 53 метара (максималној 132 m, а минималној 46 m).

## Демографија
| 1962. | 1968. | 1975. | 1982. | 1990. | 1999. | 2011. |
| ----- | ----- | ----- | ----- | ----- | ----- | ----- |
| 80    | 90    | 85    | 71    | 71    | 77    | 71    |

График промене броја становника у току последњих година